# Давтян Олександр Саркісович
Олекса́ндр Саркі́сович Давтя́н (нар.8 червня 1952, м. Харків) — український мільйонер, бізнесмен та політичний діяч, радник  голови адміністрації Президента, президент «Інвестиційної групи "DAD"», засновник благодійного фонду "Заповіт",  депутат Харківської міської ради (2002—2010), Почесний консул Республіки Австрія у Харкові (2006—2011), депутат Харківської обласної ради (з 2010), керівник депутатської фракції "Європейська Слобожанщина", голова постійної комісії з питань забезпечення прав людини, свободи слова та інформації Харківської обласної ради.

## Біографія
Олександр Давтян народився 8 червня 1952 року у м. Харкові.
Трудову кар'єру почав з 15 років, учнем токаря у 1967 році на Харківському інструментальному заводі, де пропрацював до 1968 року.
У 1969 році перекваліфіковується на кіномеханіка кіноконцертного залу «Україна», а за рік йде працювати робітником Центрального парку культури і відпочинку імені О. М. Горького.
Протягом 1971—1973 років проходить строкову службу у лавах Радянської армії СРСР.
По поверненні з армії Олександр Давтян стає піротехніком, а згодом заступником головного директора підприємства «Культпромпіротехніка».
1986 року він паралельно створює будівельну фірму з торгівлі будівельними матеріалами
З настанням незалежності Олександр Давтян у 1992 році стає президентом АТ «Давтян и Ко». 
Під час президентської кампанії 1999 року, підтримував опозиційного кандидата Євгена Марчука. 
У 1999 році він створює, та стає президентом ТОВ «Інвестиційна група "DAD"», куди увійшло АТ «Давтян и Ко» та ЗАТ «Готель "Харків"».
Лише у 2001 році він здобуває вищу освіту за фахом економіста на економічному факультеті Харківського національного університету В. Н. Каразіна.
У 2002 році стає депутатом Харківської міської ради (обраний за виборчим округом № 1). 
У квітні 2006 року став членом виконкому Харківської міської ради.
У 2006 році Олександр Давтян призначений Почесним консулом Республіки Австрія у Харкові з метою розвитку бізнес-зв'язків, і пробув ним до 2011 року.
У березні 2009 року він був обраний координатором Харківської обласної громадської організації «Фронту Змін».
У 2010 році був обраний до Харківської обласної ради за списком «Фронту Змін», в якій є з листопада 2010 року головою постійної комісії з питань забезпечення прав людини, свободи слова та інформації
Під час виборів народних депутатів до Верховної Ради України 2012 року був включений у виборчий список ВО «Батьківщини» під 97 номером.

## Активи
Олександр Давтян є співзасновником «Інвестиційної групи "DAD"», і власником 40% її акції. Ще 30 належать його сину Дмитру та дочці Карині.
У 2008 році статки Олександра Давтяна оцінювались у 72 млн. доларів.
До активів «Інвестиційної групи "DAD"»  (http://dadgroup.com.ua/ [Архівовано 18 травня 2013 у Wayback Machine.]) належать:
- АТ «Давтян и Ко»
- готельний бізнес (АТ «Готель "Харків"», готель «Палас», готель «Інтернасіональ»)
- компанія «Континент груп» (ресторанний бізнес, салони краси, будівельний бізнес («Континент-Строй»), виробництво будматеріалів, продаж нерухомості, а також торгівля пально-мастильними матеріалами («Континент-АЗС)»
- Фірма «Піротекс»
- Медіа група «Объектив» (ТРК «Simon» (у 2002 році він вже був її президентом та власником[10][11]), РА «Simon», щотижневик «Объективно», газета «Simon», радіостанції «Бізнес-радіо» та «Power FM»).

Має бізнес в Австрії та Росії.

## Скандали
У 2008 році охоронці, за вказівкою Давтяна, побили журналістів проекту «Будівництво поза законом» і розбили їхню камеру.

## Сім'я
Олександр Давтян одружений. 
Має сина Дмитра Давтяна  та дочку Карину Давтян (співвласницю та віце-президента Інвестиційної групи «DAD», депутата Харківської міської ради 6-го скликання).